# 직접교차분화
직접교차분화(直接交叉分化, 영어: Direct Reprogramming/Direct Conversion/Transdifferentiation)는 고등생물에서 전혀 다른 세포타입을 가지는 성숙한(분화가 끝난) 세포간의 전환을 유도하는 과정이다. 이는 유도만능줄기세포(Induced Pluripotent Stem Cells, iPSCs)로 리프로그래밍 하고 이를 재분화하여 목적하는 세포로 만들어야 하는 과정과 달리, 유도만능줄기세포단계를 거치지 않고 바로 목적하는 세포로의 전환을 유도한다는 점에서 차이를 가진다. 현재 직접교차분화는 질병모델링과 신약 발굴등에 이용될 가능성을 인정받고 있으며, 미래에는 유전자 치료 그리고 재생의학 등에도 응용될 수 있을 것이라 기대된다.

## 역사적 배경
직접교차분화라는 개념은 유도만능줄기세포 리프로그래밍이 발표되기 이전부터 많은 사람들이 관심을 가지고 있었다. 이러한 개념은 1987년, Davis R. L.에 의해 처음 발표되었다. Davis 그룹은 생쥐의 배아 섬유아세포 (fibroblast)에 MyoD라는 인자를 과발현시켜 동일 혈통 (lineage) 내의 다른 세포타입인 근육모세포 (Myoblast)로 전환시키는데 성공하였다.
이를 계기로 많은 그룹들은 목적하는 세포에서 특이적으로 발현되는 인자를 과발현시켜 여러종류의 세포타입으로의 전환을 꾀하였다. 그리고 꽤 오랜 시간이 지난 후인 2010년, Marius Wernig 그룹에 의해 직접교차분화 방법을 통해 서로 다른 혈통의 세포간의 전환이 가능함이 확인되었다.
많은 과학자들이 직접교차분화를 통해 목적하는 세포로의 전환을 꾀하는 동안 일본의 과학자인  Shinya Yamanaka는 2006년에 4개의 리프로그래밍 인자를 과발현시켜 모든 타입의 세포로 분화가 가능한 만능줄기세포를 유도해내는 유도만능줄기세포 리프로그래밍 기술을 개발하여 발표하였다. 이 획기적인 기술은 재생의학분야에 새로운 지평을 열게 되었고, 이 같은 공로를 인정받아 야마나카는 2012년 노벨 생리의학상을 받았다. 하지만 리프로그래밍 기술을 세포치료제에 직접 이용하는데에 있어서는 몇 가지 한계가 존재하며, 이러한 한계를 극복하기 위해 일각에서는 직접교차분화에 대한 연구가 계속 진행되었다. 그 결과 Sheng Ding그룹에서, 직접교차분화방법과 유도만능줄기세포 리프로그래밍 방법을 조합하여 야마나카에 의해 규명된 4개의 리프로그래밍 인자를 이용하지만, 유도만능줄기세포 단계는 거치지 않고 바로 목적하는 세포로 분화시키는 직접교차분화 유도에 성공하여 직접교차분화의 새로운 개념을 확립하였다
.

## 직접교차분화 종류
직접교차분화는 리프로그래밍 인자로 어떤 것을 이용하느냐에 따라 나뉜다.

### Somatic cell-specific factor-mediated Direct Reprogramming (SDR)
전통적인 직접교차분화방법은 목적하는 세포에서 많이 발현되는 인자를 과발현시켜 직접교차분화를 유도하는 것으로 SDR(Somatic cell-specific factor-mediated Direct Reprogramming)이라고 한다.

### Pluripotent cell-specific factor-mediated Direct Reprogramming (PDR)
유도만능줄기세포 리프로그래밍 시 이용되는 인자 (Oct4, Sox2, Klf4, C-Myc)를 이용해 유도만능줄기세포까지는 아닌, 불완전한 중간단계의 세포 타입으로 탈분화시킨 뒤 배양배지 조성(성장인자, 저분자화합물 등)을 통해 목적하는 세포타입으로 직접교차분화시키는 PDR(Pluripotent cell-specific factor-mediated Direct Reprogramming)이 있다. PDR의 경우 여러 가지 세포타입으로 직접교차분화 시키더라도, 초기에 과발현 시켜주는 리프로그래밍 유전자가 4개(Oct4, Sox2, Klf4, C-Myc)로 고정되어있다는 점에서 SDR에 비해 응용범위가 넓다고 볼 수 있다.
| 접근 방법 | 시작 세포  | 목적 세포    | 리프로그래밍 인자                       | 참고 문헌 |
| --------- | ---------- | ------------ | --------------------------------------- | --------- |
| PDR       | 섬유아세포 | 신경줄기세포 | Oct4, Sox2, Klf4, c-Myc                 | [ 10 ]    |
| PDR       | 섬유아세포 | 신경줄기세포 | Oct4, Sox2, Klf4, c-Myc                 | [ 11 ]    |
| SDR       | 섬유아세포 | 신경줄기세포 | Brn2, FoxG1, Sox2                       | [ 12 ]    |
| SDR       | 섬유아세포 | 신경세포     | BRN2, MYT1L, miR-124                    | [ 13 ]    |
| SDR       | 섬유아세포 | 신경세포     | ASCL1, BRN2, MYT1L                      | [ 14 ]    |
| SDR       | 섬유아세포 | 신경세포     | ASCL1, BRN2, MYT1L, NeuroD1             | [ 15 ]    |
| SDR       | 섬유아세포 | 신경세포     | ASCL1, BRN2, MYT1L, ZIC1                | [ 16 ]    |
| SDR       | 섬유아세포 | 신경세포     | ASCL1, MYT1L, NeuroD2, miR-9/9, miR-124 | [ 17 ]    |

## 유도만능줄기세포 리프로그래밍 vs 직접교차분화[18]
- 직접교차분화의 최종산물은 임상연구에 바로 이용될 수 있지만, 유도만능줄기세포는 반드시 분화단계를 거쳐야 한다.
- 직접교차분화를 통해 얻은 세포는 in vivo 실험에 이용이 가능하지만, 유도만능줄기세포는 기형종 (teratoma) 형성 가능성 때문에 이용이 불가능 하다.
- 유도만능줄기세포는 거의 모든 후성유전학적 표식이 리셋될 것이라 예상되지만, 직접교차분화를 통해 얻은 세포는 후성유전학적 표식의 리셋이 일어나지 않을 가능성을 가진다.
- 직접교차분화는 가까운 혈통 (lineage)으로 전환되기가 더 쉬운 반면, 유도만능줄기세포는 분화포텐셜에 제한이 없다.

## 같이 보기
- 후성유전학
- 유도만능줄기세포
- 리프로그래밍